# Technik in der Antike

Schematische Darstellung des Mechanismus von Antikythera, der älteste bekannte Analogrechner ca. 150 v. Chr.

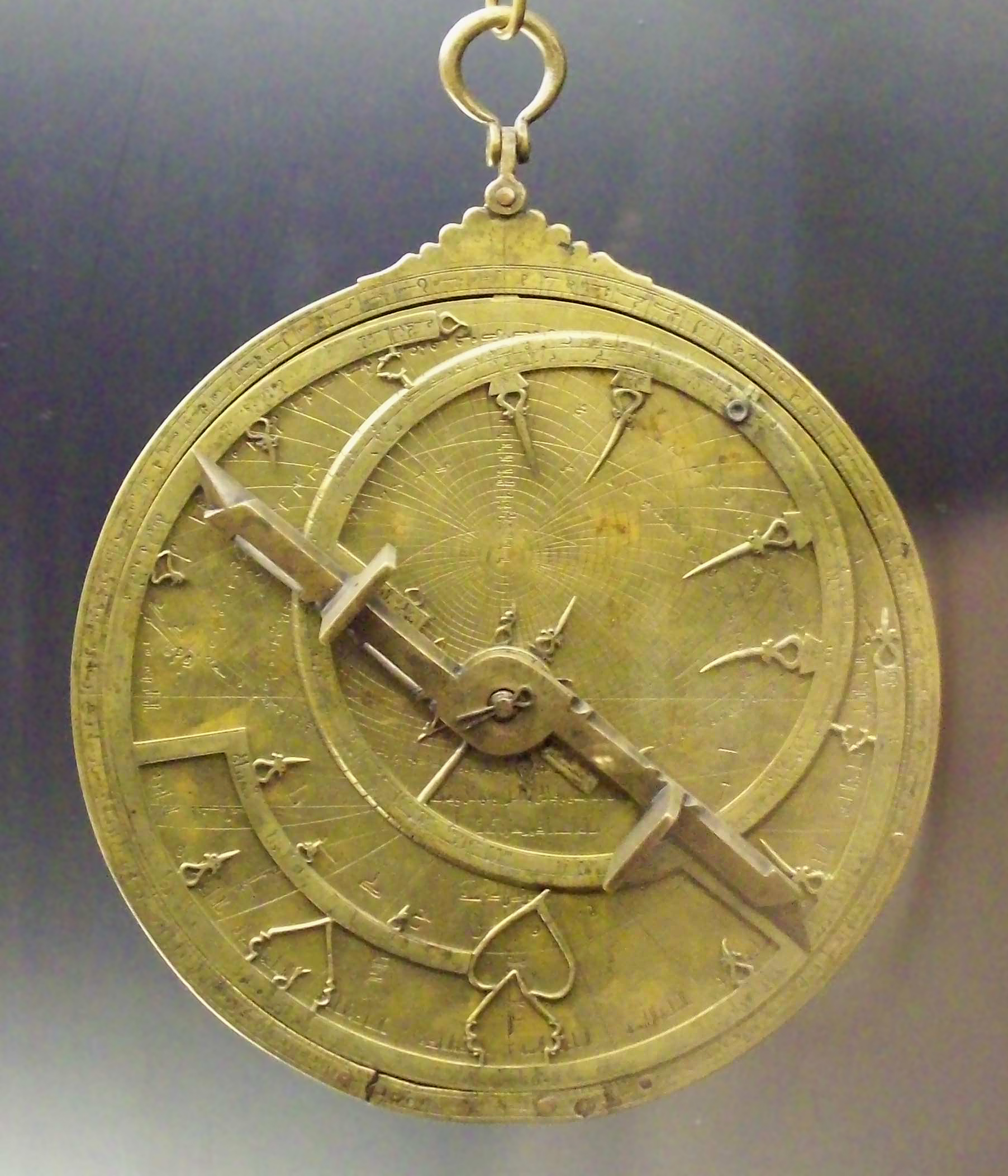
Die Mathematikerin Hypatia, die am Museion von Alexandria lehrte, ist dafür bekannt, ein planisphärisches Astrolabium gebaut zu haben, abgebildet ist eine Reproduktion

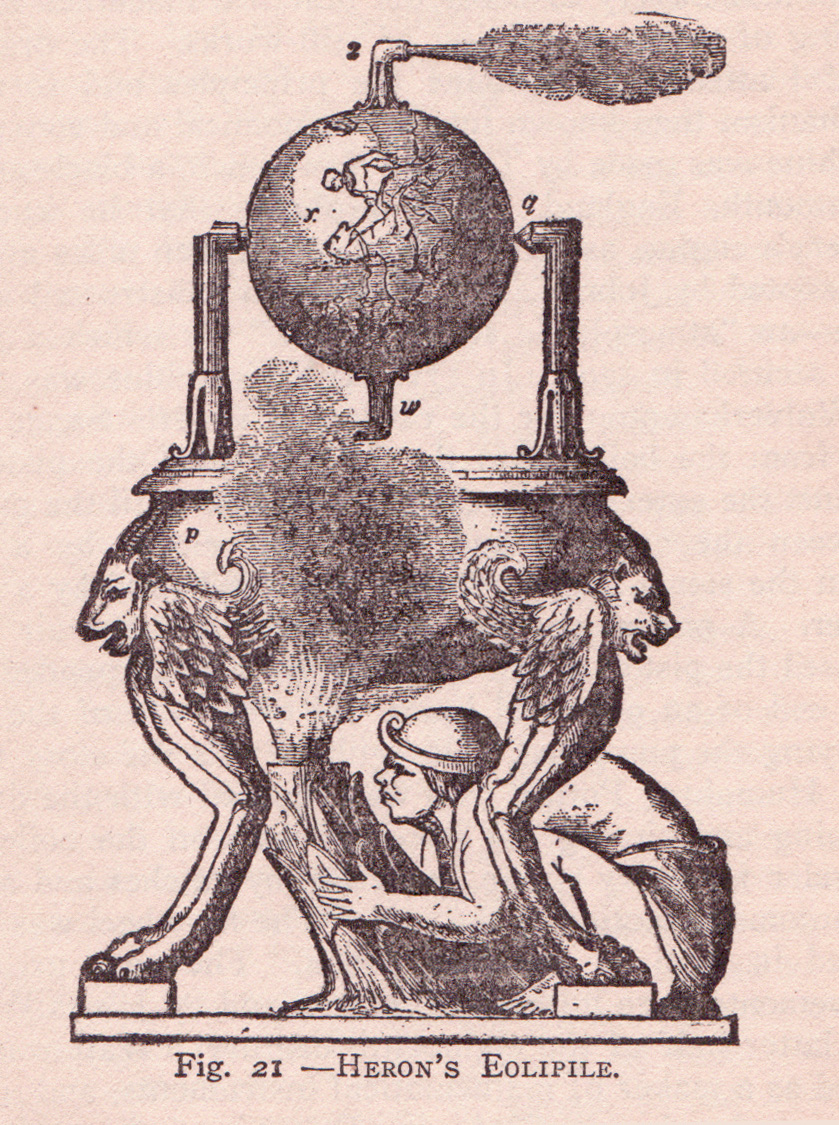
Die antike Überdruckturbine Äolipile, eine durch Dampfkraft angetriebene Kugel, gilt als der Anfang der Dampfmaschine

Die Technik in der Antike machte vor allem durch den Gebrauch von Eisen als Werkstoff für Waffen, Rüstungen und Werkzeuge große Fortschritte. Die griechisch-römische Antike ist daher Teil der Eisenzeit, die jedoch mindestens bis zur Industriellen Revolution anhält. Die seit der Bronzezeit bekannte Bronze wurde jedoch nur allmählich verdrängt.

## Landwirtschaft und Viehzucht
Die griechische und römische Landwirtschaft des Mittelmeerraumes basierte auf dem Anbau von Getreide, Wein und Ölbäumen. In der griechischen Viehzucht waren wegen des bergigen Landes vor allem Schafe und Ziegen vorherrschend. Rinder wurden als Zugtiere benötigt. Nördlich der Alpen lässt sich auch eine Rinderzucht in größerem Ausmaß nachweisen. Eine frühe Quelle zur Landwirtschaft sind die Erga von Hesiod und Oikonomikos von Xenophon.

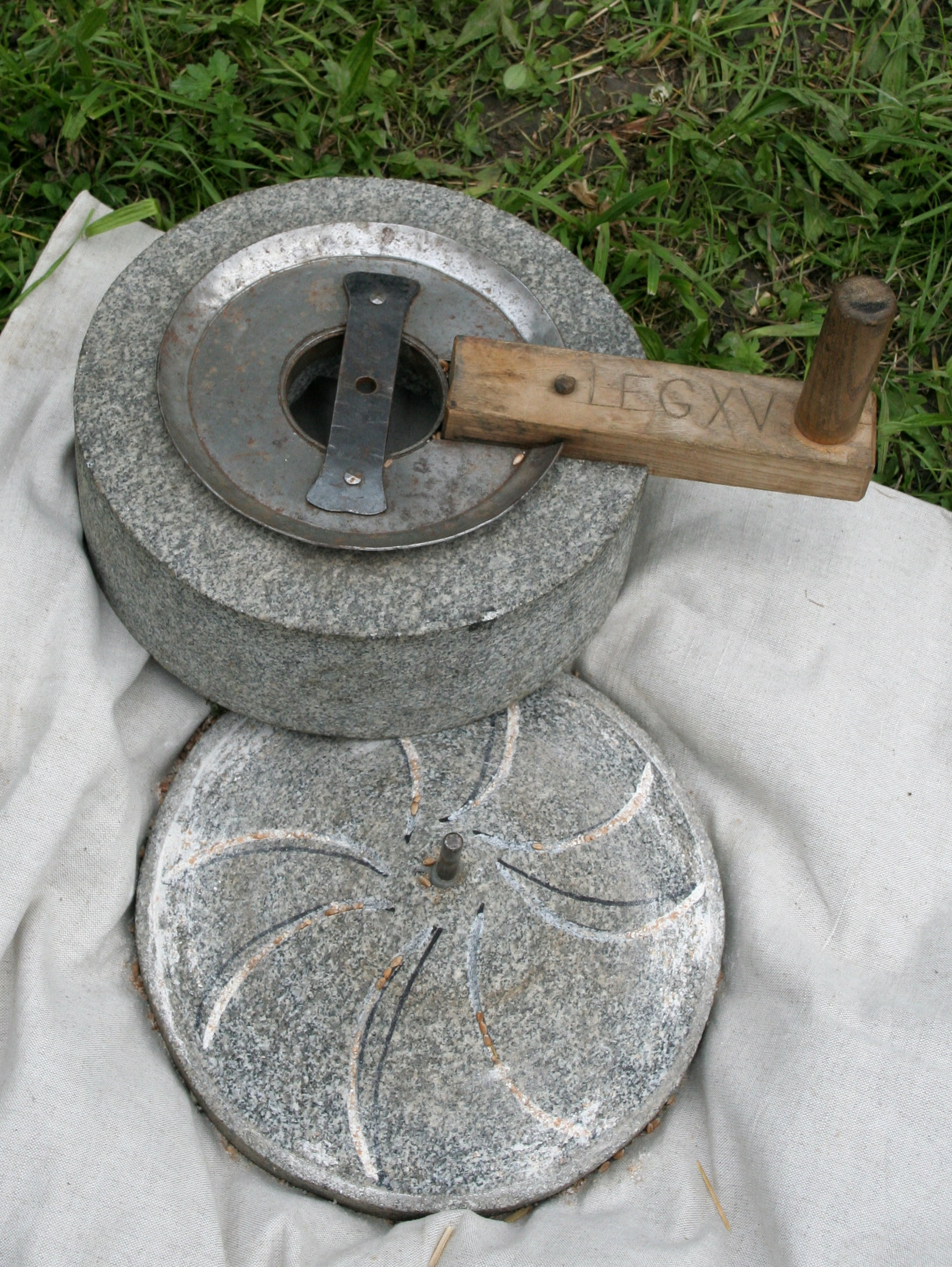
Nachbau einer römischen Handmühle

Zum Getreideanbau nutzte man im Wesentlichen die gleichen Geräte und Werkzeuge wie im Neolithikum. Mit dem Pflug, der meist von einem Ochsengespann gezogen wurde, konnte man die obere Erdschicht aufritzen und von Unkraut befreien, mit Sicheln wurde das Getreide geerntet. Die Pflugschar und die Klinge der Sichel waren jedoch häufig aus Eisen und nicht mehr aus Holz oder Stein. In der Landwirtschaft war Sklavenarbeit weit verbreitet – größere Güter wurden sogar von Sklaven verwaltet. Das Brachland wurde im Winter oder Frühling gepflügt. Im Herbst, also kurz vor Beginn der Regenzeit, wurde gesät und im Frühling geerntet. Angebaut wurde zunächst Gerste in Griechenland, wo man vor allem einen ungesäuerten Knetkuchen, die sogenannte Maza, daraus machte. Im Römischen Reich nutzte man während der Zeit der Republik in erster Linie far, eine mit dem Emmer identifizierte Spelzweizenart, der zu Brei verarbeitet wurde. Hexaploider Weichweizen, zunächst ein Einfuhrprodukt, das in Griechenland erst mit der Zeit akklimatisiert und für den Anbau geeignet gemacht werden konnte, setzte sich nur allmählich durch. Noch im 4. Jahrhundert v. Chr. wurde fast zehnmal so viel Gerste wie Weizen angebaut. Nachdem Weizen in größerer Menge verfügbar war, galt die bereits zuvor auch als Futterkorn genutzte Gerste als „Hühnerfutter“; in der römischen Armee wurde die Verpflegung mit Gerste als Strafe eingesetzt. Die Hälfte der Felder wurde freigelassen und als Brachland verwendet, was als Zweifelderwirtschaft bezeichnet wird. Das Mahlen der Körner mittels Getreidemühlen war schon im alten Ägypten bekannt. Diese Mühlen bestanden aus einem unteren flächigen Stein und einem oberen, der hin- und herbewegt wurde. In altgriechischer Zeit entstand die sogenannte Olynthische Mühle, die nach dem wichtigen Fundort Olynth benannt ist. Hier wurde das Getreide in einen Trichter gegeben, aus dem es in einen Spalt zwischen den Mühlsteinen fiel. Die Arbeit musste daher nicht mehr so oft unterbrochen werden. Außerdem war ein langer Hebel angebracht, sodass man sie einfacher bewegen konnte.
Für die Herstellung von Olivenöl wurden zahlreiche Ölbäume gepflanzt. Bekannt war bereits, dass aus einem eingepflanzten Ast ein Baum entsteht, was den Anbau erleichterte. Zur Gewinnung von Olivenöl wurden Ölmühlen verwendet, die die Oliven zerquetschten, ohne den Kern zu zerstören. Anschließend wurde der so entstandene Brei auf mechanischen Pressen ausgepresst.

## Bergbau
In den Bergwerken der Bronzezeit wurde vor allem nach Kupfer gegraben, das für Bronze benötigt wurde. Die Schächte reichten nur wenige Meter unter den Grundwasserspiegel, da das einsickernde Wasser einen weiteren Abbau behinderte. In der Antike grub man vor allem nach Edelmetallen, insbesondere Silber. Wichtige Silberminen der griechischen Antike lagen zum Beispiel im attischen Laurion, während die seit den Phönikern genutzten Silberminen in Südspanien vor allem in römischer Zeit eine herausragende Rolle spielten. Zum Fördern des Grubenwassers nutzte man Wasserräder oder Archimedische Schrauben, die Tag und Nacht von Sklaven bedient wurden. Für die Belüftung, die für die zahlreichen Sklaven und für Feuer unter Tage benötigt wurde, legte man senkrechte Schächte an. Zum Lenken und Antreiben des Luftstromes baute man Türen und setzte Feuer, das durch den Unterdruck Luft anzog. Durch die Wasserförderung und Belüftung erreichte man Tiefen von mehreren hundert Metern. Die Werkzeuge bestanden aus Eisen und nicht mehr aus Stein oder Bronze. Verwendet wurden praktisch alle vorindustriellen Werkzeuge: Spitzhacken, Meißel, Hämmer, Keile, Hacken und Harken. Die meisten waren aus wärmebehandeltem Eisen, das in seinen Gebrauchseigenschaften modernem Stahl nahekommt. Zum Abbau wurde das Gestein zuerst mit Feuer erhitzt, dann mit Wasser oder Essig abgeschreckt und schließlich mit Hacke oder Meißel herausgebrochen („Feuersetzen“). Danach wurde es von Sklaven aus der Mine getragen, zerkleinert und gewaschen. Anschließend wurde das Metall in Schmelzöfen aus dem Erz herausgeschmolzen.

## Metallgewinnung und -verarbeitung
Zu Beginn der Antike wurde vor allem Bronze – eine Legierung aus Kupfer und 5–10 % Zinn – für Waffen, Rüstungen und Werkzeuge verwendet. Im Laufe der Epoche wurde es jedoch zunehmend von Eisen verdrängt, das härter und fester ist. Dennoch wurde Bronze noch lange in vielen Bereichen eingesetzt.
Die Kupfererze wurden in Öfen bei etwa 1100 °C geschmolzen. Nach dem Zugeben von Zinn entstand Bronze, die durch Schmieden, Hämmern, Treiben oder Gießen verarbeitet wurde. Für Waffen, Rüstungen und Werkzeuge wurde Bronze vor allem kalt geschmiedet oder getrieben, da sich das Material dabei verfestigt (Kaltverfestigung), was hier erwünscht war. Bronze verfügt mit etwa 900 °C über einen niedrigeren Schmelzpunkt und lässt sich ausgezeichnet gießen, was vor allem für Statuen und Statuetten genutzt wurde. Die ältesten waren noch relativ klein und aus Vollmaterial gegossen, später ging man dazu über, die Werkstücke hohl zu gießen, was Material einsparte. Häufig wurde dazu das Wachsausschmelzverfahren genutzt. Größere Bronzebildwerke wurden in mehreren Teilen gegossen und anschließend zusammengelötet.
Eisen kommt in der Natur im Gegensatz zu Kupfer nicht in gediegener (metallischer) Form, sondern nur als Erz vor. Die Eisenerze wurden ähnlich wie die Kupfererze in Öfen gegeben. Die Schmelztemperatur von Eisen wurde jedoch erst im Mittelalter erreicht. In den antiken Öfen wandelte sich das Erz um in festes Eisen und flüssige Schlacke, die aus dem Ofen herausrann. Diese Öfen werden daher als Rennofen bezeichnet. Zurück blieb ein poröser Eisenschwamm, Luppe genannt, der durch Schmieden verdichtet und von Schlacke befreit wurde.

## Landtransport und Schifffahrt

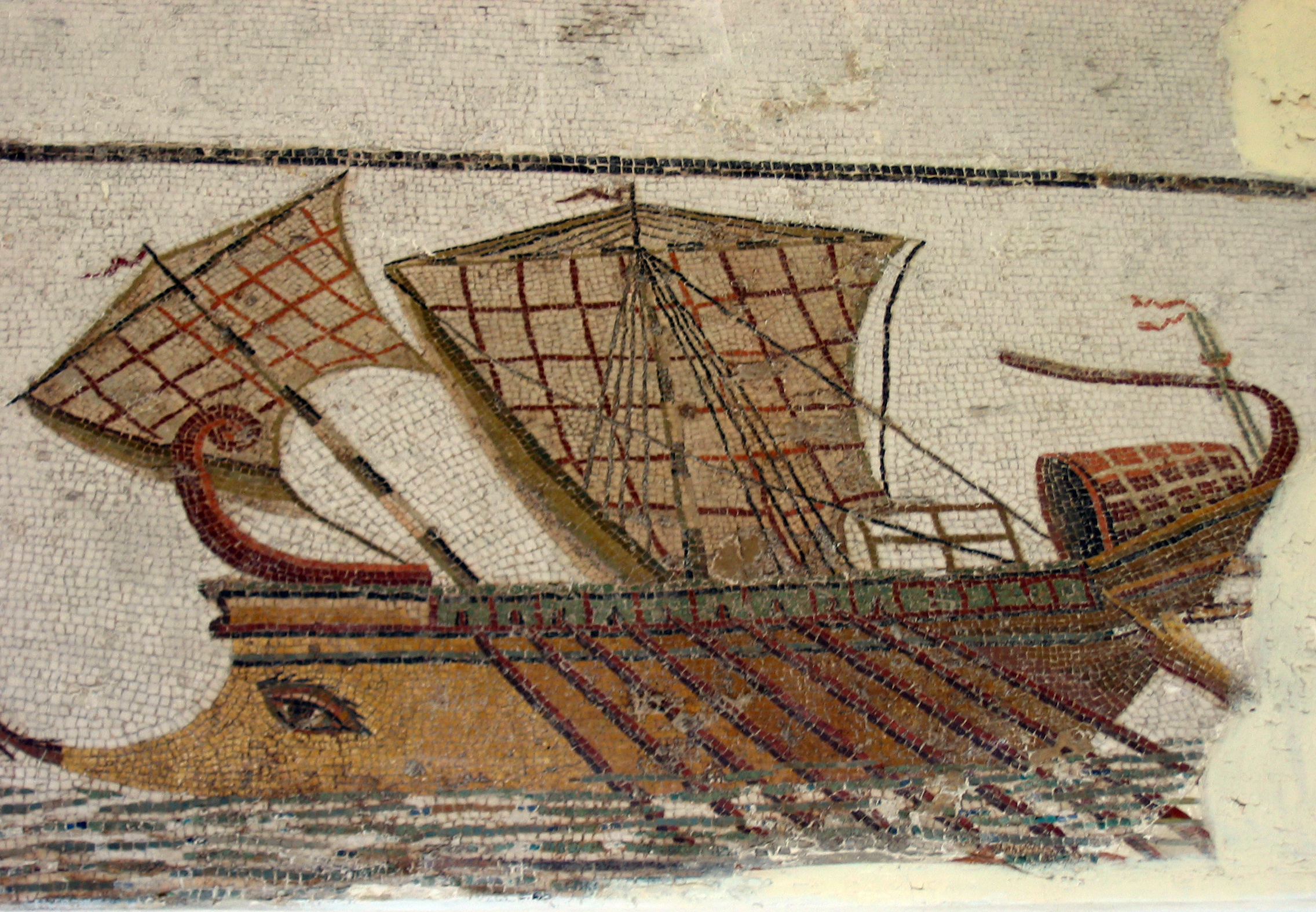
Mosaik einer römischen Trireme

Zum Transport über weite Entfernungen nutzte man vor allem Schiffe, auf dem Lande dagegen Wagen und Karren. Militärschiffe wurden meist gerudert. Die griechischen Galeeren hatten zwar einen Mast und ein Segel, sie wurden jedoch nur in Friedenszeiten genutzt, da der Wind unzuverlässig war. Für militärische Manöver wurden Ruderer eingesetzt. Dazu gehörte auch das Rammen gegnerischer Schiffe mit einem Rammsporn am Bug. Frühe Galeeren verfügten auf jeder Seite über eine einzelne Reihe an Ruderern, spätere über zwei oder drei. Die Militärschiffe waren vor allem lang und schlank, um höhere Geschwindigkeiten zu erreichen. Handelsschiffe dagegen waren runder gebaut, um den Laderaum zu vergrößern. Außerdem wurden sie nicht gerudert, sondern gesegelt.
Wagen waren mit zwei und mit vier Rädern bekannt. Das Strebenrad mit einer Stange auf dem Durchmesser und jeweils bis zu zwei rechtwinklig dazu angebrachten Streben zuseiten der Achse war am gebräuchlichsten. Aber auch Räder aus Vollmaterial und Speichenräder waren bekannt. In gebirgigen Regionen mit schlecht ausgebauten Straßen wurden auch Ochsen, Esel und Maultiere als Tragtiere genutzt.

## Bautechnik und Infrastruktur
Gebäude baute man zunächst aus Holz und getrocknetem Lehm, später setzte sich die Steinbauweise immer mehr durch. Vitruv und Plinius der Ältere schrieben mehrbändige Bücher über Architektur und Bauwesen. In der griechischen Zeit wurden behauene Steine ohne Mörtel aufeinander gesetzt. Als typisch gilt die Bauweise der Tempel mit den Säulen als dekorative und stützende Elemente. In römischer Zeit ging man dazu über, Rundbögen zu bauen, die die Gewichtskräfte der Mauern besser in die Fundamente leiten konnten. Das Prinzip des Gewölbes funktionierte ähnlich und ermöglichte so große überdachte Räume ohne Säulen als Stützelement. Außerdem wurden die römischen Bauwerke häufig aus gebrannten Ziegeln gebaut, die mit Mörtel zusammengehalten wurden. Auf die Römer geht auch der größte Anteil am Ausbau der antiken Infrastruktur zurück. Sie bauten zahlreiche gepflasterte Straßen und steinerne Brücken, um Truppenbewegungen und Handel zu erleichtern. Aquädukte und Kanäle sicherten die Wasserversorgung von Städten.

## Militärtechnik

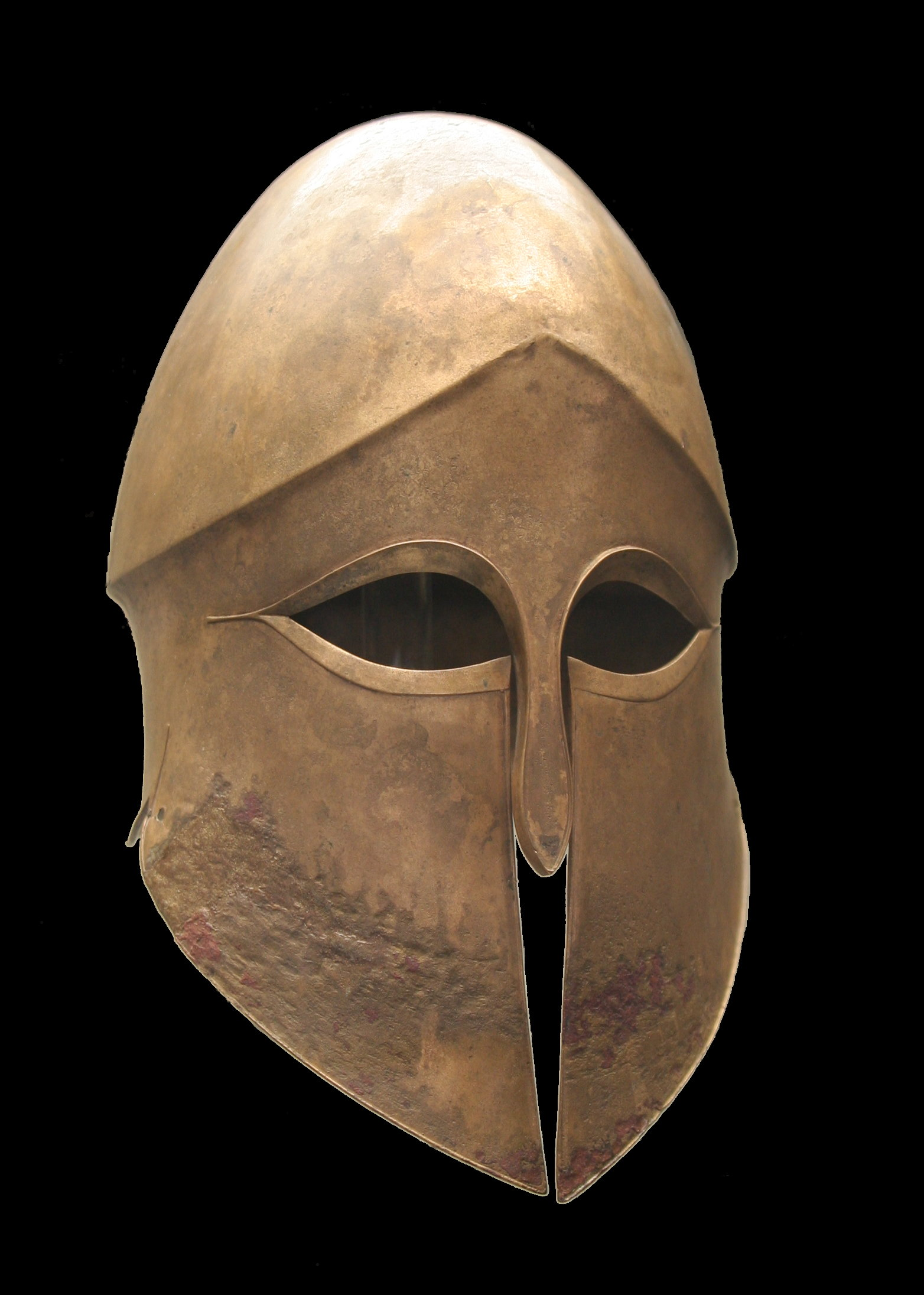
Korinthischer Bronzehelm aus dem 5. Jh. v. Chr., typischer griechischer Schutzhelm in der Phalanx

In der griechischen Zeit bestand das Heer aus Hopliten, schwer bewaffneten Fußsoldaten, die in mehreren Reihen kämpften. Geschützt wurden sie durch bronzene Helme, Brustpanzer, Arm- und Beinschienen sowie große hölzerne Rundschilde. Die Hauptwaffe war der Speer. Die Soldaten waren außerdem mit eisernen Kurzschwertern bewaffnet. Aufgestellt waren sie in mehreren Reihen. Benachbarte Soldaten konnten sich mit den großen Schilden teilweise gegenseitig schützen. Diese Kampfformation wurde als Phalanx bezeichnet.
Städte wurden durch Mauern und Türme geschützt. Etwa im 5. Jahrhundert v. Chr. wurden vermehrt die in Mesopotamien schon seit der Bronzezeit bekannten Belagerungstürme sowie die neuen Katapulte eingesetzt. Zuvor waren Städte durch ihre Mauern relativ gut geschützt und konnten Belagerungen lange standhalten. Durch die neuen Belagerungsmaschinen konnten sie nun auch im Sturm erobert werden, was Alexander der Große des Öfteren tat.
In römischer Zeit bestanden die Rüstungen vermehrt aus Eisen. Im Gebrauch waren Ringpanzer (Kettenhemd) und Spangenpanzer. Die Schilde waren nun rechteckig. Als Waffen genutzt wurden ein Wurfspeer (Pilum), der bei Beginn der Kampfhandlungen auf den Gegner geworfen wurde, sowie ein Kurzschwert, der Gladius und später ein Breitschwert, die Spatha.

## Technische Mechanik
Die Technische Mechanik wurde in griechischer Zeit begründet.
Ktesibios baute eine Wasserorgel, eine Luftpumpe und eine Wasseruhr und gilt daher als Begründer der Hydraulik. Philon von Byzanz schrieb ein teilweise erhaltenes Werk zu diesen Themen. 
Heron von Alexandria, der am Museion von Alexandria lehrte, beschrieb eine antike Dampfturbine, die Äolipile (auch Heronsball), eine Kugel, die sich durch Dampfkraft drehen konnte. Die Äolipile war zuvor schon altägyptischen Schreiber beschrieben worden. Sie wurde jedoch wie die meisten Maschinen eher als Spielzeug betrachtet; die Energie wurde nicht genutzt, um Arbeit zu verrichten. Außerdem schrieb er ein Werk über die Mechanik, in dem er die einfachen Maschinen beschreibt: Hebel, Winde, Keil, Rolle und Schraube. Für letztere sind zwei Anwendungen angegeben: In Verbindung mit einem Stift, der im Gewinde hin- und hergleitet, oder zusammen mit einem Zahnrad. Eine Schraubenmutter wird nicht erwähnt.
Der bedeutendste Mechaniker, der seiner Zeit teilweise weit voraus war, ist Archimedes. Er soll die Hebelwaage, die Winde mit Untersetzung und die archimedische Schraube erfunden haben, also Erfindungen, die auch tatsächlich eingesetzt wurden. Er hat zum ersten Mal das Hebelgesetz korrekt formuliert und auch die Hydrostatik begründet, laut Legende, als er überprüfte, ob eine Krone aus reinem Gold besteht, indem er ihre Wasserverdrängung ermittelte.
Die antiken Mechaniker hatten damit erfolgreich die Grundlagen einer neuen Wissenschaft gelegt, die erst in der Neuzeit übertroffen wurde. Wenig war allerdings neu: Hebel und Rolle waren beispielsweise schon lange bekannt, aber nicht wissenschaftlich analysiert und mathematisch beschrieben. Die große Leistung der Antike liegt darin, dass sie komplexe Maschinen auf einige wenige und vor allem einfache Maschinen zurückführen und dadurch erklären konnte.